# ジェリー・サインフェルド
ジェリー・サインフェルド（Jerry Seinfeld、1954年4月29日 - ）は、アメリカ合衆国の俳優、スタンダップコメディアン、脚本家。本名、ジェローム・サインフェルド（Jerome Seinfeld）。

## 来歴
ニューヨークのブルックリンで生まれた。父親はハンガリー系ユダヤ人の、母親はシリア系ユダヤ人の出自。ニューヨーク市立大学クイーンズ校卒業。
スタンダップコメディアンとして活動していたが、1989年にNBCでラリー・デヴィッドと共に「The Seinfeld Chronicles」を製作した。名前は「Seinfeld（となりのサインフェルド）」と変更になったが、4シーズンになる頃にはアメリカのテレビ業界でもっとも成功したシチュエーション・コメディになるまで成長した。
番組は1998年に終了したが、2006年になってもさまざまな放送局で再放送が行われている。この番組には、サタデー・ナイト・ライブに出演していたジュリア・ルイス＝ドレイファスや、マイケル・リチャーズ、ジェイソン・アレクサンダーが出演していた。サインフェルドは本人を演じエミー賞やゴールデングローブ賞など、数々の賞や巨万の富を獲得した。
「となりのサインフェルド」の人気はインターネット配信の時代になっても衰えることなく、2015年にHuluはネット配信の権利に1億6000万ドルを支払い、Netflixも5年間5億ドルで契約した。さらにNetflixは2017年に2000万ドルを投じて「となりのサインフェルド」の特別番組、 ”23 Hours to Kill” を製作して、番組の配信や新シリーズを製作する権利を得るため1億ドルで契約を結んだ。
2007年には、アニメ映画『Bee Movie』を製作総指揮だけでなく、脚本も担当し声優としても出演した。
2015年、雑誌「フォーブス」で「2014年6月1日から2015年6月1日までに最も稼いだコメディアンのランキング」で第1位（約3600万ドル）を獲得。彼のスタンドアップコメディツアーも大成功を収めており、 2020年のツアーで2000万ドルを稼いだと報じられた。

## プライベート
私生活では1999年にジェシカ・スクラーと結婚。2人の間には3人の子供がいる。ポルシェを多数所有している等、車好きという一面もある。150台もの車のコレクションのためだけにニューヨークに家を購入し、その総額は1億ドルを超えると言われている。
2023年12月、友人でもあり情報番組『グッド・モーニング・アメリカ』の司会者でも知られるジョージ・ステファノプロスの家族と共に、プライベートでサインフェルドも家族連れで来日し、東京などを観光した。

## 主な出演作品
- となりのサインフェルド Seinfeld （1989 - 1998）　テレビシリーズ
- ビー・ムービー Bee Movie （2007） 声の出演、脚本
- ヴィンテージカーでコーヒーを Comedians in Cars Getting Coffee (2016-2019) [4]